# Conus thalassiarchus
Espèce
Statut de conservation UICN

 LC  : Préoccupation mineure
Conus thalassiarchus est une espèce de mollusques gastéropodes marins de la famille des Conidae.
Comme toutes les espèces du genre Conus, ces escargots sont prédateurs et venimeux. Ils sont capables de « piquer » les humains et doivent donc être manipulés avec précaution, voire pas du tout.

## Description
La taille de la coquille varie entre 35 mm et 115 mm. La spire est déprimée et presque lisse, avec un angle aigu. La couleur de la coquille est blanche, réticulée longitudinalement et angulairement avec des lignes marron, teintée de chocolat à la base. Elle présente parfois une bande blanche centrale irrégulière couverte par des lignes de taches tournantes, et occasionnellement avec des bandes jaunâtres au-dessus et en dessous de ces dernières et tachetées de façon similaire. 

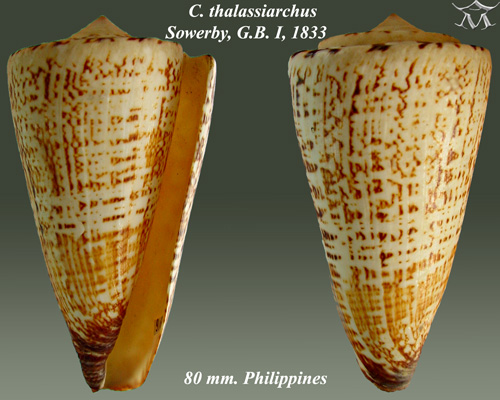
Conus thalassiarchus Sowerby, G.B. I, 1833
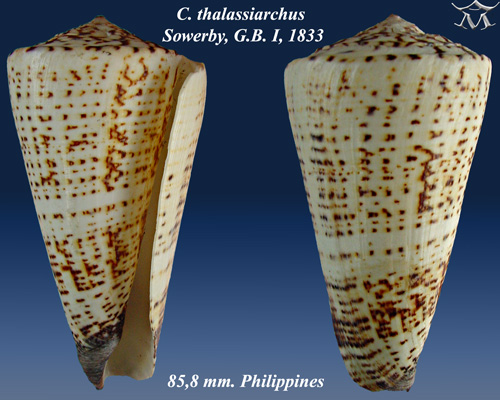
Conus thalassiarchus Sowerby, G.B. I, 1833.
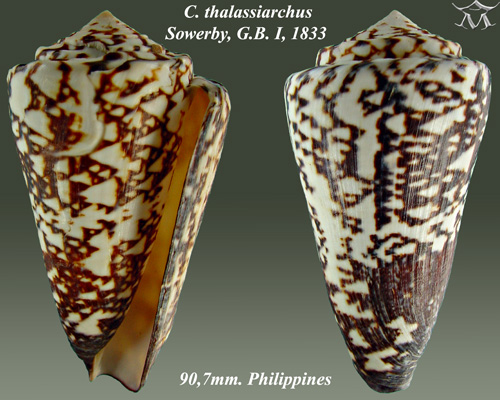
Conus thalassiarchus Sowerby, G.B. I, 1833
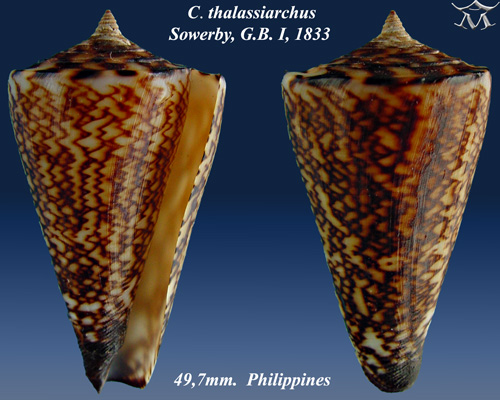
Conus thalassiarchus Sowerby, G.B. I, 1833
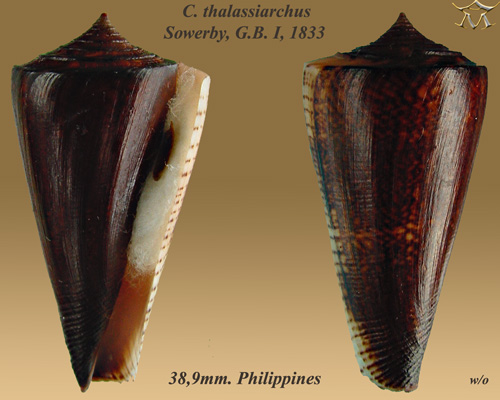
Conus thalassiarchus Sowerby, G.B. I, 1833

## Distribution
Cette espèce marine est présente au large des Philippines du Sud.

### Niveau de risque d’extinction de l’espèce
Selon l'analyse de l'UICN réalisée en 2011 pour la définition du niveau de risque d'extinction, cette espèce est endémique des Philippines où elle est présente dans les îles du sud, du détroit de Mindoro à Sorsogon et au sud de l'archipel de Sulu. Elle est très commune dans les parties peu profondes de son aire de répartition. Il n'y a pas de menaces majeures connues pour cette espèce. Elle est classée dans la catégorie " préoccupation mineure ".

## Taxonomie

### Publication originale
L'espèce Conus thalassiarchus a été décrite pour la première fois en 1834 par le naturaliste, illustrateur et conchyliologiste britannique George Brettingham Sowerby I dans « The conchological illustrations or, Coloured figures of all the hitherto unfigured recent shells »,.

### Synonymes
- Conus (Calibanus) thalassiarchus G. B. Sowerby I, 1834 · appellation alternative
- Conus castrensis Gould, 1842 · non accepté
- Conus mariei Jousseaume, 1899 · non accepté
- Conus thalassiarchus f. ikatt Shikama, 1979 · non accepté
- Conus thalassiarchus  var. elevata Wils, 1972 · non accepté
- Conus vidua  var. azona Wils, 1972 · non accepté
- Conus vidua  var. depriesteri Wils, 1972 · non accepté
- Thalassiconus thalassiarchus (G. B. Sowerby I, 1834) · non accepté
- Virgiconus thalassiarchus (G. B. Sowerby I, 1834) · non accepté

### Sous-espèces
- Forma Conus thalassiarchus f. ikatt Shikama, 1979, accepté en tant que Conus thalassiarchus G. B. Sowerby I, 1834 (unavailable name: established as a "form" after 1960)
- Conus thalassiarchus var. elevata Wils, 1972, accepté en tant que Conus thalassiarchus G. B. Sowerby I, 1834